# アカガシラシャコ
アカガシラシャコ（赤頭鷓鴣、学名：Haematortyx sanguiniceps）は、キジ目キジ科の鳥類。本種のみでアカガシラシャコ属を形成する。

## 分布
インドネシア、マレーシア

## 形態
特徴は写真参照。

## 生態
亜熱帯と熱帯の湿潤な低地の森林と山岳地帯に生息する。

## 参照・注釈
1. ↑  Haematortyx sanguiniceps  (Species Factsheet by BirdLife International)